# Gaje za Rudą
Gaje za Rudą (ukr. Гаї за Рудою) – wieś na Ukrainie w rejonie tarnopolskim należącym do obwodu tarnopolskiego, położona na północny wschód od miasteczka Załoźce.

## Historia
Pierwsza pisemna wzmianka w 1785. Teren należał do XIV wieku do nieruchomości Oleskich i był własnością wojewody Marcina Kamienieckiego, a następnie magnatów Wiśniowieckich i Potockich.
Miejscowość została odbudowana po wielkim pożarze w 1830 roku, który niemal całkowicie zniszczył znajdujące się w pobliżu Załoźce.
We wsi funkcjonuje cerkiew greckokatolicka św. Jurija Pobidonosca.
Do 2020 w rejonie zborowskim.